# Bárány Nándor
Bárány Nándor (Kisbér, 1899. május 31. – Budapest, 1977. október 6.) magyar gépészmérnök, egyetemi tanár, a Magyar Tudományos Akadémia tagja (l. 1953), Kossuth-díjas (1951). Hámori Csaba politikus nagyapja.

## Élete
17 éves korában egy pályázaton díjat nyert a színképelemzéssel foglalkozó munkájával. Érettségi után (1917) katonai szolgálatra hívták be.
1923-ban  a Budapesti Műszaki Egyetem  gépészmérnöki karára nyert felvételt, itt szerezte diplomáját 1928-ban. Később a honvédség állományába került, ahol mint műszaki tiszt,  mérnök őrnagyi rangot szerzett. A Süss Nándor-féle Precíziós Mechanikai Intézetben (MOM) végzett optikai kutatómunkát 1945-ig .
1954-től a Budapesti Műszaki Egyetemen docense, 1956-tól egyetemi tanára, 1957-től a finommechanikai-optikai tanszék tanszékvezető egyetemi tanára, az alkalmazott optika hazai úttörője. 1967-ben vonult nyugdíjba.
Az finommechanikai-optikai műszerszerkesztés területén számos új, tudományosan megalapozott tervezési módszer fűződik nevéhez. 1974-től társszerkesztője volt a Finommechanika-Mikrotechnika c. tudományos folyóiratnak. Tehetséges amatőrfényképész volt, több pályázatot nyert. A Fotóművészet című lapba számos népszerű tudományos cikket írt.

## Publikációi
- Optikai műszerek elmélete és gyakorlata (I-VI., Budapest, 1947-56)
- Bevezetés az optikai műszerek elméletébe, különös tekintettel a katonai távcsöves műszerekre és távolságmérőkre (Budapest, 1932)
- Optimechanikai műszerek (Mitnyán Lászlóval, Budapest, 1961)
- A látás. Az emberi szem és a fényfelfogó szervek (Budapest, 1963)
- Optika-fényméréstan (Budapest, 1966)
- Műszaki értelmező szótár. 16. Finommechanika, optika (szerk., Budapest, 1961)
- Finommechanikai kézikönyv (szerk., Bp., 1974)

## Írások Bárány Nándorról
- Bárány Nándor (A Jövő Mérnöke, 1977. október 22.)
- Vajda Pál: Dr. Bárány Nándor (Fotó, 1977. december 24.)
- Petrik Olivér: Bárány Nándor (Magyar Tudomány 1978. 7-8 sz.)
- Antal Ákos: Bárány Nándor halálának harmincadik évfordulójára (Elektrotechnika, 2007/10. ISSN 0367-0708)
- Antal Ákos: Bárány Nándor a Műegyetemen (OMM Elektrotechnikai Múzeuma, 2007. ISBN 978-963-8404-14-5)
- Antal Ákos: Bárány Nándor 1899-1977 (Természet Világa, 2007/11. ISSN 0040-3717)
- Antal Ákos: Bárány Nándor születésének száztizedik évfordulójára (Optikai Magazin, 2009/4. ISSN 1417-4995)
- Antal Ákos: Tudós tanár – optikai mérnök (Optikai Magazin, 2014/4. ISSN 1417-4995)
- Antal Ákos: Optikai mérnökök képzése a Műegyetemen (Optikai Magazin, 2017/3. ISSN 1417-4995)
- Antal Ákos: Az optikai mérnökképzés ünnepe a Műegyetemen (Optikai Magazin, 2018/1. ISSN 1417-4995)
- Antal Ákos: Bárány Nándor, (in: Süss Nándor Emlékkötet, MOM Emlékalapítvány, 2018, 43-50. o. ISBN 978-615-00-2906-1)
- Antal Ákos: Bárány Nándor-szobrot avattak a Műegyetemen (Geodézia és Kartográfia, 2018/5 39-40. o.) ISSN 0016-7118
- Antal Ákos: Bárány Nándor, in.: Eötvös-ingák – geofizikai-geodéziai műszerfejlesztés és innováció a Magyar Optikai Műveknél, Magyar Optikai Művek Emlékalapítvány, Budapest (2019) 45-52. o. ISBN 978-615-81375-0-8